# Die Rheinlande
Pour les articles homonymes, voir Rheinland.
La Rhénanie, sous-titre Monatsschrift für deutsche Kunst, puis Monatsschrift für deutsche Art und Kunst oder Monatsschrift für deutsche Kunst und Dichtung, est un magazine culturel qui, depuis octobre 1900 est publiée par l'écrivain Wilhelm Schäfer pour le compte de la G.m.b.H. "Rheinische Kunstzeitschrift" aux éditions August Bagel (de) à Düsseldorf et est publié mensuellement jusqu'en 1922.

## Histoire
Une commission artistique, composée principalement de membres de l'association d'artistes de Düsseldorf Malkasten, développe l'idée du magazine. L'un des principaux initiateurs est Fritz Koegel (de), alors directeur de la société Ernst Sieglin – Fabrik von Dr. Thompson’s Seifenpulver et président de l'Association littéraire libre à Düsseldorf, fondée en 1899. Le magazine se considère, comme le dit le sous-titre, comme un magazine d'art et de culture sur « l'art allemand ». Le contenu des rapports porte principalement sur les événements culturels et artistiques de la « Rhénanie », qui à l'époque inclut non seulement la province de Rhénanie prussienne, mais aussi « les pays du Rhin » au sens d'un espace culturel qui ne peut clairement délimitées le long du Rhin - de la Suisse alémanique en passant par le Rhin supérieur et l'Alsace jusqu'au Rhin inférieur - sont comprises. Selon leurs créateurs, il est important de considérer la Rhénanie comme un paysage culturel ou espace culturel « à redécouvrir. » D'éminents travailleurs culturels contribuent au magazine, tels que Hermann Hesse, Alfons Paquet (de), Wilhelm Schmidtbonn, Robert Walser et Peter Behrens. Trois ans après la parution de la revue, l'éditeur Wilhelm Schäfer commence à initier l'Association des Amis de l'Art dans les pays du Rhin (de). Sa réunion de fondation a lieu en 1904. L'association, qui édite depuis 1905 la revue Die Rheinlande et est placée sous le patronage du grand-duc Ernest-Louis de Hesse, enthousiasme les représentants du monde de l'art, de la politique et de l'économie des villes ouest-allemandes pour l'idée d'une communauté d'artistes de la scène rhénane.

## Littérature
- Sabine Brenner: „Das Rheinland aus dem Dornröschenschlaf wecken!“ Zum Profil der Kulturzeitschrift Die Rheinlande (1900–1922). Grupello Verlag, Düsseldorf, 2004  (ISBN 978-3-89978-022-2).
- Thomas Dietzel, Hans-Otto Hügel: Deutsche literarische Zeitschriften 1880–1945. Ein Repertorium. K. G. Saur Verlag, Munich, 1988  (ISBN 3-598-10646-7), p. 1034 (Google Books)
- Otto Doderer (de): Die Rheinlande. Geschichte einer Zeitschrift. In: Dichtung und Volkstum (de), 39, 1938, S. 69–85